# Johann Gottfried Tannauer
Johann Gottfried Tannauer (Sassonia, 1680 – San Pietroburgo, 1737) è stato un pittore tedesco, fu uno dei pittori che lo zar Pietro I invitò in Russia.

## Galleria d'immagini

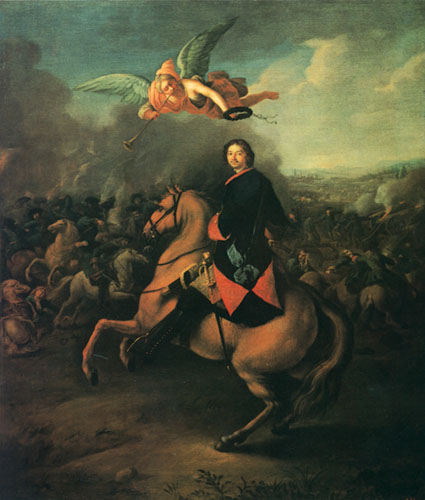
Pietro I alla Battaglia di Poltava
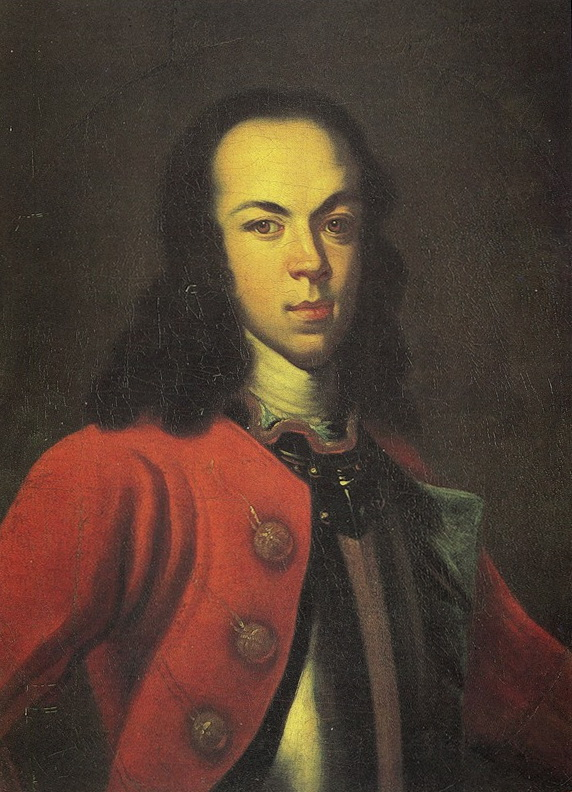
Ritratto dello zarevic Aleksej Petrovič